# Иоттабайт
Иоттаба́йт, или йоттабайт (сокр. Ибайт; международное сокр.: YB, Ybyte) — кратная единица измерения количества информации, равная 1024 (септиллион) байт. 
Международная система единиц отвечает за метрическую систему мер, к которой иоттабайт не относится. Тем не менее, в документе «Брошюра СИ» указано, что не рекомендуется  использовать приставку «иотта-» для обозначения двоичных величин (280), а в случае необходимости рекомендуется использовать наименование йобибайт.